# Pistolet de Gendarmerie Mle 1842
Pistolet de Gendarmerie Mle 1842 (fr. pistolet żandarmerii wzór 1842) – francuski wojskowy pistolet kapiszonowy przeznaczony dla funkcjonariuszy żandarmerii. Była to broń służbowa, ale stosunkowo niewielkie rozmiary umożliwiały przenoszenie jej w ukryciu.
Pistolet Mle 1842 miał budowę podobną do innych pistoletów z tego okresu. Pistolet posiadał gładką lufę z ośmiograniastą komorą prochową. Lufa była przymocowana do łoża za pomocą śruby wkręconej w warkocz lufy i bączka. Bączek posiadał długi dolny występ, sięgający aż do kabłąka spustowego. W bączku znajdował się otwór, przez który w kanał w łożu był wsuwany pobojczyk. Zamek kapiszonowy ze sprężyną za kurkiem. Pistolet był wyposażony w kolbę z drewna orzechowego, ze stalową nakładką na głowicy.